# 舳仓岛
舳仓岛是位于日本海上，能登半岛北约50千米处的岛屿。 属于石川县轮岛市海士町。

## 地理与自然
是一座安山岩岛屿。周长约5千米，面积0.55平方千米，海拔12.4米。北侧悬崖与礁石较多，南侧则地势平缓，有渔港和沙滩。
2000万年前由火山活动形成，西岸有水下火山口的遗迹。 在2万年前的末次冰期，海平面下降后与能登半岛相连。16000年前再次与能登半岛分离。 
岛中央有舳仓岛灯塔。灯塔海拔42.7m，于1931年4月1日起用。日本海上保安厅人员曾常驻于此，但从2005年4月1日开始不再值守。

## 主要设施
- 舳仓岛港
- 舳仓岛灯塔
- 舳仓爱之大地塔（へぐら愛らんどタワー）
- 轮岛市立凤至小学（舳仓岛分校）
- 轮岛市立轮岛中学（舳仓岛分校）
- 综合开发中心
  - 市立轮岛医院舳仓诊疗所
- 石川县警察轮岛警察署舳仓岛驻在所
- 奥津比咩神社

## 交通方式
与轮岛港间有每天一往返的渡轮服务。上午从轮岛港出发，下午由舳仓岛返回。